# مجتمع مسکونی
مجتمع مسکونی (به انگلیسی: Condominium، Condo)، یک سازه ساختمانی است که به چندین واحد تقسیم می‌شود که هر یک به‌طور جداگانه دارای مالکیت هستند و پیرامون آن توسط مناطق مشترک که دارای مالکیت مشاع هستند احاطه شده‌است.

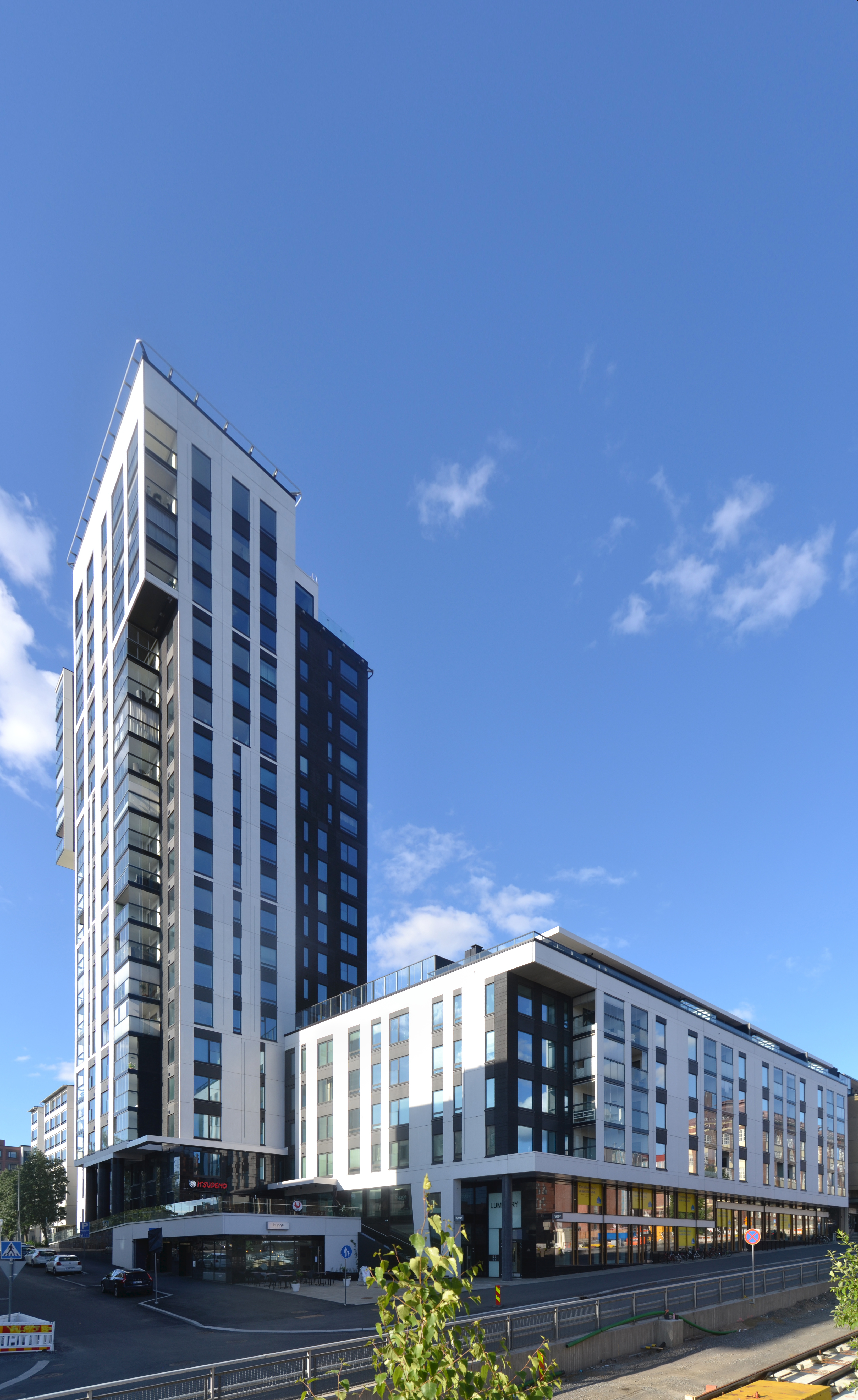
The Luminary، یک مجتمع مسکونی در تاملا، تامپره، فنلاند